# Хоменко Ігор В'ячеславович
І́гор В'ячесла́вович Хоме́нко (27 січня 1960 — 2 березня 2014) — український громадський активіст, учасник Революції Гідності.

## Життєпис
Народився в місті Вишневе Києво-Святошинського району; був тренером дитячої футбольної команди. Займав активну життєву позицію.
Брав участь у подіях Помаранчевої Революції.
У часі Революції Гідності — сотник 28-ї «офіцерської» сотні Самооборони Майдану, з перших днів.
Помер від серцевого нападу 2 березня 2014 року на Майдані Незалежності під час проведення народного віче.
Похований у місті Вишневе.

## Вшанування
- Присвоєно звання «Герой-захисник Вітчизни» Києво-Святошинського району (згідно з рішенням Києво-Святошинської районної ради, 20.12.2016).